# Hermann Ennemoser
Hermann Ennemoser (* 1. Februar 1940 in Obsteig, Tirol; † 21. Dezember 2020 in Mötz) war ein österreichischer Politiker der Tiroler Volkspartei.

## Leben
Der Sohn einer Bauernfamilie aus Obsteig (Bezirk Imst) besuchte nach Volks- und Hauptschule die zweijährige Fachschule in Imst und danach die Höhere Bundeslehranstalt Raumberg. Nach einer Tätigkeit als Betriebsberater trat Ennemoser 1963 in den Landesdienst ein und kam 1967 an die Bezirkslandwirtschaftskammer Imst, wo er zunächst als Wirtschaftsberater und ab 1975 als Bezirkssekretär wirkte. Daneben war er unter anderem auch als Geschäftsführer der Pitztaler Erschließungsgesellschaft und als Obmann des Tiroler Heimatwerkes tätig.
Seine politische Laufbahn begann er 1974 als Gemeinderat seines Wohnortes Mötz. 1975 wurde er in den Bezirksparteivorstand bestellt und 1982 zum ÖVP-Bezirksparteiobmann gewählt. 1984 wurde er in den Tiroler Landtag entsandt, wo er sich bald als sachkundiger und engagierter Vertreter der Landwirtschaft und seines Heimatbezirkes profilierte. Disziplin, Fleiß und ein offenes Ohr auch für die Probleme der anderen Berufsgruppen zeichneten ihn aus.
Nach dem Rücktritt von Landeshauptmann Eduard Wallnöfer wurde am 5. März 1987 der bisherige Landesrat Alois Partl zum neuen Landeshauptmann gewählt. Ihm folgte Hermann Ennemoser als Agrar- und Umweltlandesrat nach. Unter seiner Führung wurden unter anderem die Direktzahlungen des Landes wie der Alpkostenzuschuss und die Bewirtschaftungsprämie ausgebaut und Weichenstellungen im Umwelt- und Naturschutz vorgenommen.
Nach dem Ausscheiden aus der Landesregierung nach der Landtagswahl 1989 nahm Hermann Ennemoser wieder seine Tätigkeit als Bezirkssekretär auf und vertrat bis 1994 seinen Heimatbezirk als Abgeordneter im Landesparlament. Er trat im Jahr 2000 in den Ruhestand.
Am 21. Dezember 2020 verstarb Ennemoser im 81. Lebensjahr.

## Auszeichnungen
- Silbernes Ehrenzeichen des Tiroler Bauernbundes (1979)
- Goldenes Ehrenzeichen des Tiroler Bauernbundes (2000)